# Jezgrina lamina
Jezgrina lamina (lamina nuclearis) je dio stanične jezgre u većini stanica.
Tvori je gusta mreža vlakana debljine od 30 do 100 nanometara. Ta vlakna su intermedijarni filamenti i bjelančevine koje su asocirane s membranom. Pored uloge mehaničkog potpornja, jezgrina lamina regulira važna stanična zbivanja kao što je replikacija DNK i stanična dioba. Uz to sudjeluje u organiziranju kromatina i vezuje na se komplekse jezgrinih pora koje su na jezgrinoj ovojnici.
Biljke ili jednostanični organizmi poput Saccharomyces cerevisiae nemaju lamine. Odvojena je na način da je unutarnja strana dvosloja jezgrine ovojnice, a vanjska strana jezgrine lamine kontinuirani je nastavak endoplazmatske mrežice.